# 完成裝載部隊
完成裝載部隊（英語：Chalk），又稱粉筆，是一個軍事術語，指可以用一架飛機進行部署的部隊編制，規模取決於飛機裝載量和任務性質，在空中突擊時大約是排規模，在空降行動中大約是連規模。這術語最初在第二次世界大戰期間的霸王行動為了空降部隊而創造，當時士兵會用粉筆把飛機編號寫在背上，以方便辨識士兵要登上哪架運輸機。後來在越南戰爭期間，時常可見用粉筆在直升機側面寫上編號，完成裝載部隊一詞從此就被用作官方軍事術語而不是普通的俚語。
在現代的軍事術語中，完成裝載部隊也可以包含飛機運輸的乘員和物資，按照到達時的順序裝載，規劃人員會用編號來表示飛機載運的情況，例如「你在粉筆五號，但你的裝備將由粉筆二號運送」。美國陸軍第75遊騎兵團經常使用這個術語，一支完成裝載部隊可以由一個連組成，也可以是一支四人小組，四人是可以完成裝載部隊的最少人數。

## 備註
1. ↑  英語：